# Индийские носороги
Инди́йские носоро́ги (лат. Rhinoceros) — род млекопитающих семейства носороговых (Rhinocerotidae). 

## Название
Слово Rhinoceros имеет греческое происхождение: Rhino переводится как «нос», ceros означает «рог». 

## Виды
Род состоит из двух живущих видов и нескольких подвидов:
Яванский носорог — Rhinoceros sondaicus Desmarest, 1822 — Яванский носорог — распространён на западной оконечности острова Ява, в национальном парке Уджунг Кулон и в национальном парке Кэт Тиен во Вьетнаме. Численность популяции — около 60 особей.
Подвиды:
- Rhinoceros sondaicus sondaicus — Индонезия
- † Rhinoceros sondaicus annamiticus — Вьетнам
- † Rhinoceros sondaicus inermis — Индия

Индийский носорог — Rhinoceros unicornis Linnaeus, 1758 — Индийский носорог — распространён в Индии и Непале. Численность популяции — около 2500 особей.

### Вымершие виды
Несколько видов рода вымерли:
- † Rhinoceros binagadensis
- † Rhinoceros hemitoxhus
- † Rhinoceros leptorhinus Cuvier[3]
- † Rhinoceros longirostris Krokos[4]
- † Rhinoceros megarhinus
- † Rhinoceros philippinensis
- † Rhinoceros sinensis[5]